# Blasieholmen

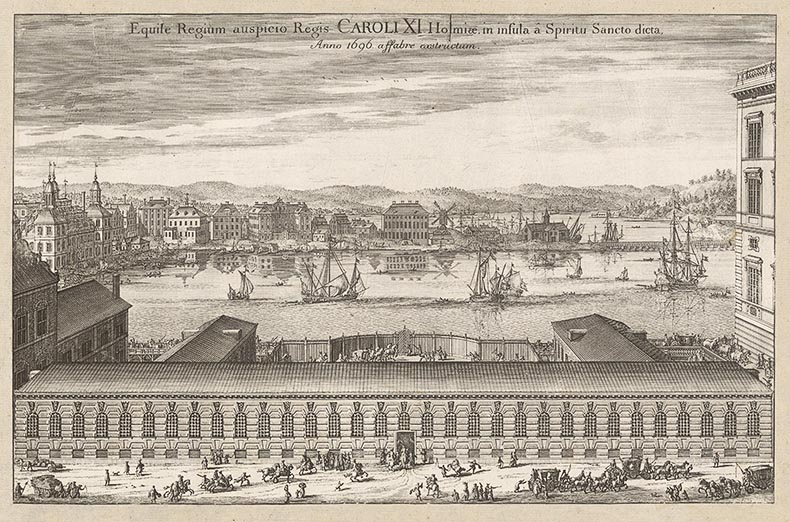
Blasieholmen vist des de Helgeandsholmen el 1696.

Blasieholmen és una península al centre d'Estocolm, Suècia. Es troba a l'est de Kungsträdgården. Originalment una petita illa, anomenada Käpplingen, es va convertir en una península, connectada amb Norrmalm, durant el segle xvii. Entre els edificis de Blasieholmen hi ha el Nationalmuseum, hotels i edificis d'oficines. El pont Skeppsholmsbron connecta Blasieholmen amb l'illa de Skeppsholmen.